# Сіберут
Сіберут (індонез. Pulau Siberut; англ. Siberut) — найбільший острів групи островів Ментавай (Малайський архіпелаг, Південно-Східна Азія), розташований в Індійському океані, на захід від острова Суматра, входить до складу Індонезії.

## Географія
Острів адміністративно належить до провінції Західна Суматра. Розташований за 150 км на захід від острова Суматра, омивається водами північно-східної частини Індійського океану з заходу, та Ментавайською протокою — зі сходу. За 40 км на північний захід розташований невеличкий острівець Боче, а зразу ж за ним острів Танах-Бала, за 1 км на південний схід розташований острівець Масокут, а за 45 км — острів Сипора. Острів простягся з північного заходу на південний схід на 115 км, при максимальній ширині до 50 км, довжина берегової лінії становить 396,5 км. Острів має площу: за одними даними 4030 км², за іншими — 3828,5 км² (20-те місце в Індонезії та 141-ше у світі). Найбільша висота (вершина без назви) — 384 м.
Клімат острова теплий та вологий екваторіальний, температура коливається від 22 до 31 °C, а вологість — від 81 до 85 %. Середньорічний рівень опадів — 4000 мм.

## Населення
Населення острова Сіберут у 2010 році становило 35,091 особу. Найчисельніша народність острова — ментавайці.

## Фауна та флора
Сіберут відокремився від материнського Зондського шельфу в середньому плейстоцені. Тривала ізоляція привела до того, що нам ньому утворилося безліч ендемічних видів, у тому числі понад 900 видів судинних рослин і понад 30 унікальних видів тварин. 65 % ссавців і 15 % інших тварин острова ендемічні. З 134 видів птахів ендемічні 19.
Острів славиться своїм ареалом приматів, у тому числі: гібон клосса (Hylobates klossii), кирпач або сімакобу (Simias concolor), ментавайський лангур (Presbytis potenziani), макака пагайський (Macaca pagensis), макака сіберутський (Macaca siberu).
Східне узбережжя має безліч острівців, бухт, заток і коралових рифів і покритий мангровими лісами шириною до 2 км, які поступово переходять у зарості мангрових пальм. Західне узбережжя має переважно ліси Баррінгтонія, і до нього важко добратися через бурхливе море та круті скелі. Значна частина острова покрита вологими тропічними заболоченими лісами, також присутні ділянки пралісу.
Сіберут був визнаний біосферним заповідником в 1981 році, а в 1993 західна частина острова була оголошена національним заповідником «Національний парк "Сіберут"» з територією в 1905 км². Близько 70 % дощових лісів, що залишилися за межами заповідника були вирубані в комерційних цілях.
У 2001 році ЮНЕСКО започаткувало нову фазу в програмі збереження екосистеми острова за допомогою місцевого розвитку. Ця фаза включає в себе створення партнерства місцевих громад, природоохоронних груп і місцевих органів влади. Проте, погане управління і корупція як і раніше є головною причиною значних нелегальних вирубок.